# Frenchville (Maine)
Frenchville ist eine Town im Aroostook County des Bundesstaates Maine in den Vereinigten Staaten. Im Jahr 2020 lebten dort 1052 Einwohner in 513 Haushalten auf einer Fläche von 76,0 km². Frenchville liegt direkt an der Grenze zu Kanada.

## Geografie
Nach Angaben des United States Census Bureau hat die Town eine Fläche von 75,7 km²; 74,0 km² davon entfallen auf Land und 1,7 km² auf Gewässer.

### Geografische Lage
Frenchville liegt im Nordosten des Aroostook Countys, an der Grenze zu Kanada, am Südufer des Saint John River, in dessen Mitte die Grenze zwischen Maine und der kanadischen Provinz New Brunswick verläuft. Die Town hat nicht wie fast alle Towns in Maine eine quadratische Form, sondern sie orientiert sich an den Verläufen des Saint John River im Norden, des Long Lake im Südosten und des Fish River Lake im Nordosten. Weitere wichtige Flüsse und Bäche sind der Dufour, der Gagnon, der Rosignol, der Bourgoin und der Cyr Brook. Sie alle münden in den Saint John River.  Die Oberfläche ist hügelig, höchste Erhebung ist der 354 m hohe Glass Hill.

### Nachbargemeinden
Alle Entfernungen sind als Luftlinien zwischen den offiziellen Koordinaten der Orte aus der Volkszählung 2010 angegeben.
- Norden: Saint-Hilaire, New Brunswick, Kanada, 1,0 km
- Osten: Madawaska, 16,3 km
- Südosten: Saint Agatha, 9,1 km
- Süden: Unorganized Territory Square Lake, 8,5 km
- Südwesten: New Canada, 10,8 km
- Westen: Fort Kent, 18,7 km

### Stadtgliederung
In Frenchville gibt es mehrere Siedlungsgebiete: Frenchville, Gilman (ehemalige Eisenbahnstation), St. Luce Station (Saint Luce Station) und Upper Frenchville.

### Klima
Die mittlere Durchschnittstemperatur in Frenchville liegt zwischen −13,3 °C (8° Fahrenheit) im Januar und 16,7 °C (62° Fahrenheit) im Juli. Damit ist der Ort gegenüber dem langjährigen Mittel der USA um etwa 10 Grad kühler. Die Schneefälle zwischen Oktober und Mai liegen mit über fünfeinhalb Metern knapp doppelt so hoch wie die mittlere Schneehöhe in den USA, die tägliche Sonnenscheindauer liegt am unteren Rand des Wertespektrums der USA.

## Geschichte
Vor der Besiedlung durch europäische Siedler lebten Indianer vom Stamm der Maliseet in dieser Gegend. In kleinen Gruppen oder Einzeln jagten und fischten sie in den Wäldern und im Saint-John-Tal. Im Jahr 1783 gründeten Pierre Lizotte und Pierre Duperre, einen Handelsposten Nahe der Mündung des Madawaska River. Zu dieser Zeit lebten hier etwa 250 indianische Familien. Im Jahr 1831 nur noch etwa sechs.
Eine erste Gruppe Siedler erreichte die Gegend im Juni 1785. Sie stammten aus der Nähe von Fredericton und kamen auf Einladung von Lizotte und Duperre. Zu dieser Zeit gehörte das Gebiet westlich des Madawaska River nicht unter die Zuständigkeit von New Brunswick, gehörte also auch nicht zu den ersten von New Brunswick im Jahre 1790 gewährten Landkonzessionen.
Ursprünglich als Plantation of Dionne gegründet, nach dem Missionar Father Dionne, der die erste Katholische Kirche St. Luce baute, wurde Frenchville am 23. Februar 1869 unter dem Namen Dickeyville, zu Ehren von Major William Dickey aus Fort Kent, als Town gegründet. Der Name wurde am 26. Januar 1871 in Frenchville geändert, um die Nationalität der Einwohner zu verdeutlichen. Noch heute sind 79,6 % der Einwohner französischsprachig.
Die Lage an den Flüssen begünstigte den Bau diverser Mühlen. Es gab in Frenchville am Gagnon Brook zwei Sägemühlen und zwei Schrotmühlen und am Cyr Brook ein kleines Sägewerk. Es gab noch andere kleine Sägemühlen, eine Tuchmühle und eine Stärkefabrik in der Stadt. Der sandige, durchlässige Boden eignete sich gut für Ackerbau, vor allem Buchweizen, Hafer, Erbsen, Weizen und Kartoffeln wurden angebaut, auch die Forstwirtschaft war ein Erwerbszweig. Im Gebiet der Town wachsen Ahorn, Zeder und Tanne.
Die Frenchville Railroad Station und der Wassertank sind ein unter Denkmalschutz stehendes, historisches Eisenbahnmuseum in Frenchville. Die Station und der Wassertank wurden 1910 von der Bangor and Aroostook Railroad gebaut und im Jahr 1995 ins National Register of Historic Places unter der Register-Nummer 95000723 aufgenommen. Der Bahnhof war bis zum Jahr 1971 aktiv, wobei der Wassertank bereits 1958, nachdem die Strecke von Diesellokomotive befahren wurde, obsolet wurde. Dennoch blieb er bis zum Jahr 1981 in Betrieb. Die Town Frenchville nutzte ihn als Wasserreservoir ihre Feuerwehr. Die Town hatte den Wassertank zuvor von der Eisenbahngesellschaft aufgekauft.

### Einwohnerentwicklung
| Volkszählungsergebnisse – Town of Frenchville, Maine | Volkszählungsergebnisse – Town of Frenchville, Maine | Volkszählungsergebnisse – Town of Frenchville, Maine | Volkszählungsergebnisse – Town of Frenchville, Maine | Volkszählungsergebnisse – Town of Frenchville, Maine | Volkszählungsergebnisse – Town of Frenchville, Maine | Volkszählungsergebnisse – Town of Frenchville, Maine | Volkszählungsergebnisse – Town of Frenchville, Maine | Volkszählungsergebnisse – Town of Frenchville, Maine | Volkszählungsergebnisse – Town of Frenchville, Maine | Volkszählungsergebnisse – Town of Frenchville, Maine |
| Jahr                                                 | 1800                                                 | 1810                                                 | 1820                                                 | 1830                                                 | 1840                                                 | 1850                                                 | 1860                                                 | 1870                                                 | 1880                                                 | 1890                                                 |
| ---------------------------------------------------- | ---------------------------------------------------- | ---------------------------------------------------- | ---------------------------------------------------- | ---------------------------------------------------- | ---------------------------------------------------- | ---------------------------------------------------- | ---------------------------------------------------- | ---------------------------------------------------- | ---------------------------------------------------- | ---------------------------------------------------- |
| Einwohner                                            |                                                      |                                                      |                                                      |                                                      |                                                      |                                                      |                                                      | 1851                                                 | 2288                                                 | 2560                                                 |
| Jahr                                                 | 1900                                                 | 1910                                                 | 1920                                                 | 1930                                                 | 1940                                                 | 1950                                                 | 1960                                                 | 1970                                                 | 1980                                                 | 1990                                                 |
| Einwohner                                            | 1316                                                 | 1414                                                 | 1586                                                 | 1525                                                 | 1566                                                 | 1528                                                 | 1421                                                 | 1375                                                 | 1450                                                 | 1338                                                 |
| Jahr                                                 | 2000                                                 | 2010                                                 | 2020                                                 | 2030                                                 | 2040                                                 | 2050                                                 | 2060                                                 | 2070                                                 | 2080                                                 | 2090                                                 |
| Einwohner                                            | 1225                                                 | 1087                                                 | 1052                                                 |                                                      |                                                      |                                                      |                                                      |                                                      |                                                      |                                                      |

## Wirtschaft und Infrastruktur

### Verkehr
Der U.S. Highway 1, der seinen nördlichen Endpunkt im benachbarten Fort Kent hat und im Süden in Key West, Florida endet, verläuft in westöstlicher Richtung durch Frenchville, parallel zum Saint John River. Die Maine State Route 161 endet aus südlicher Richtung kommend am Highway 1.
Durch Frenchville führte eine Strecke der Bangor and Aroostook Railroad.

### Öffentliche Einrichtungen
Frenchville besitzt keine eigene Bücherei. Die nächstgelegenen Büchereien befinden sich in Fort Kent und Madawaska.
In Frenchville gibt es mit dem St. Joseph Nursing Home ein Krankenhaus.

### Bildung
Frenchville gehört mit Saint Agatha und Madawaska zum Maine School Administrative District #33 Den Schulkindern im Schulbezirk stehen folgende Schulen zur Verfügung:
- Dr. Levesque Elementary School (PK-6) in Frenchville
- Wisdom Middle High School (7–12) in Saint Agatha
- St John Valley Technology Center in Frenchville